# Stazione di Stansted Aeroporto
La stazione di Stansted Aeroporto (in inglese Stansted Airport station) è la stazione ferroviaria a serviziodell'Aeroporto di Londra Stansted ed è posta su una delle diramazioni della ferrovia Londra-Cambridge.

## Storia
La stazione è stata costruita come capolinea della breve diramazione della ferrovia Londra-Cambridge, al costo di 44 milioni di sterline, ed è stata inaugurata da British Railways in concomitanza con il completamento del nuovo terminal dell'aeroporto.
Nel 2011, il binario 1 è stato ampliato per accogliere due treni contemporaneamente in combinazioni fino a 16 carrozze, mentre il binario 2 è stato ampliato per accogliere treni a quattro carrozze.

## Strutture e impianti
La stazione è gestita da Greater Anglia e dispone di tre binari serviti da banchina.

I binari 1 e 3 percorrono l'intera lunghezza della stazione e sono utilizzati per i servizi per Londra e per Norwich, mentre il binario numero 2, più corto, è utilizzato per i servizi diretti a Birmingham New Street.
La stazione è costituita da una struttura scatolare in cemento che, insolitamente, si trova sopra il livello del suolo anziché sotto il suolo, essendo stata costruita sotto l'edificio del terminal. Questo è evidente all'estremità occidentale dei binari, che sono lasciati aperti, e presenta un design simile a quello della stazione di Wembley Centrale.

## Movimento

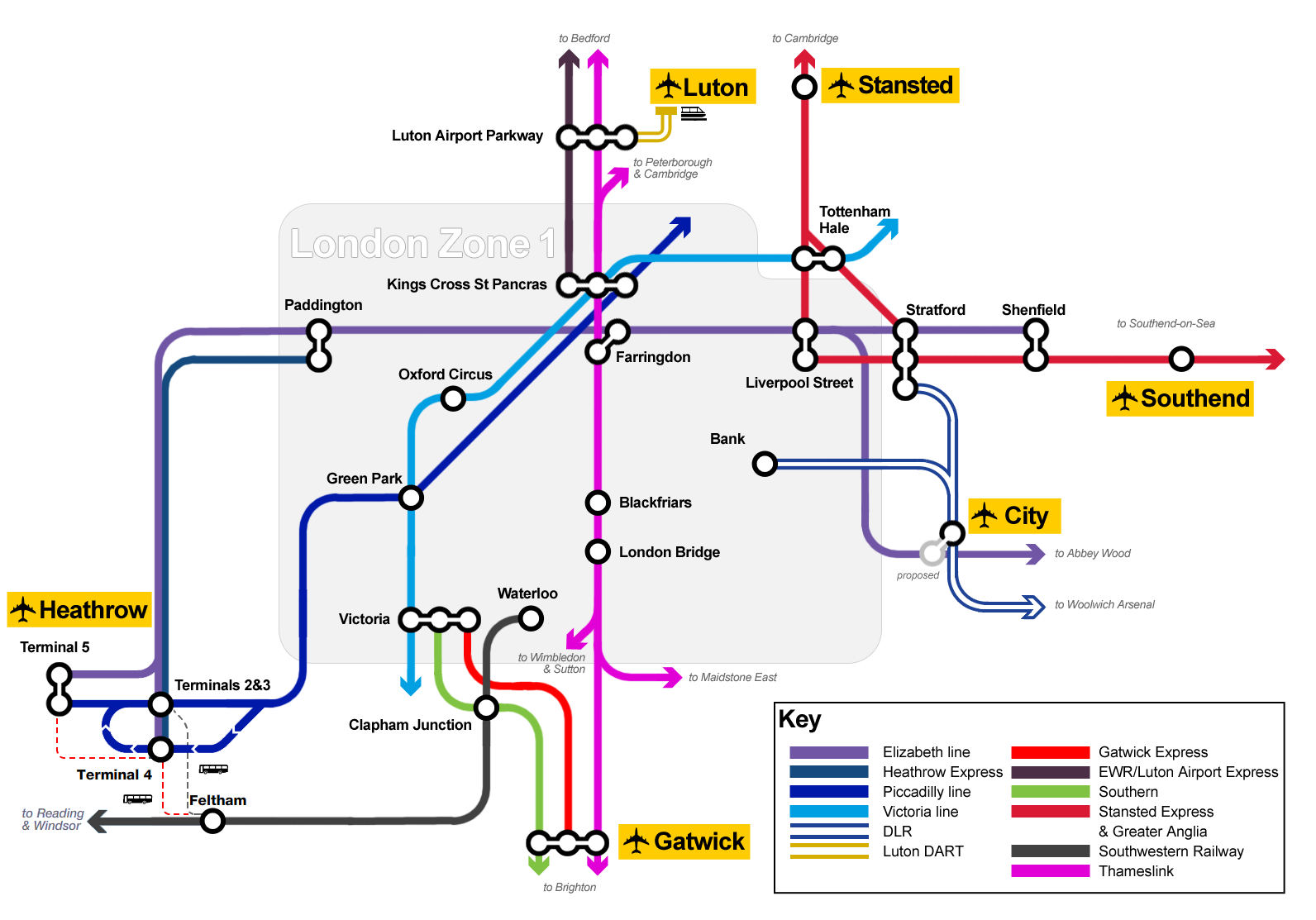
Mappa dei collegamenti ferroviari e metropolitani degli aeroporti londinesi

La stazione è servita dai treni Stansted Express da e per Londra Liverpool Street, dai treni regionali da e per Norwich (via Cambridge) operati da Greater Anglia e dai treni a lunga percorrenza da e per Birmingham New Street operati da CrossCountry.